# Seznam ostatních památkových rezervací v Česku
Toto je seznam ostatních památkových rezervací v Česku, tedy památkových rezervací nezařazených do kategorií městská, vesnická ani archeologická památková rezervace.
Na konci roku 2022 se v Česku nacházelo 5 ostatních památkových rezervací.

## Seznam
| Název                                                              | Okres        | Kraj            | Rejstříkové číslo | Rok vyhlášení |
| ------------------------------------------------------------------ | ------------ | --------------- | ----------------- | ------------- |
| Františkovy Lázně a Cheb s lázeňskou kulturní krajinou             | Cheb         | Karlovarský     | 1116 (Pk)         | 2018          |
| Mariánské Lázně a Valy s lázeňskou kulturní krajinou               | Cheb         | Karlovarský     | 1114 (Pk)         | 2018          |
| Karlovy Vary s lázeňskou kulturní krajinou                         | Karlovy Vary | Karlovarský     | 1115 (Pk)         | 2018          |
| Kuks, obec s přilehlým komplexem hospitálu a souborem plastik      | Trutnov      | Královéhradecký | 1026 (Pk)         | 1971          |
| Stará Huť v Josefském údolí u Olomučan, soubor technických památek | Blansko      | Jihomoravský    | 1027 (Pk)         | 1971          |